# Conseiller adjoint à la sécurité nationale
Le conseiller adjoint à la sécurité nationale des États-Unis (en anglais : United States Deputy National Security Advisor) est un membre du bureau exécutif du président des États-Unis et du conseil de sécurité nationale des États-Unis, au service du conseiller à la sécurité nationale.
Parmi ses responsabilités, le conseiller adjoint à la sécurité nationale sert souvent de secrétaire exécutif du comité des directeurs du Conseil de sécurité nationale et de président du comité des adjoints du Conseil de sécurité nationale.
Le rôle change en fonction de la philosophie organisationnelle et de la dotation en personnel de chaque président. Il y a souvent plusieurs adjoints au conseiller à la sécurité nationale chargés de divers domaines d'intérêt,.
Le poste est occupé actuellement par Alex Nelson Wong, qui a pris ses fonctions le 20 janvier 2025.